# Winchester (Nevada)
Pour les articles homonymes, voir Winchester.
Winchester est une ville non incorporée et une census-designated place (CDP) située près de Las Vegas, dans le comté de Clark, dans l’État du Nevada, aux États-Unis.
Le festival de musique When We Were Young y a eu lieu en octobre 2022, la 2de édition est prévue pour octobre 2023.